# テキサス・ロングホーンズ

テキサス・カラーのSECのロゴ

テキサス・ロングホーンズ（英語: Texas Longhorns）は、アメリカ合衆国テキサス州オースティンに本部を置くテキサス大学オースティン校のカレッジスポーツ競技チームである。NCAAディビジョンI所属。

## 概要
チーム名は、テキサス州の発展に重要な役割を果たしたテキサスロングホーンに由来しており、現在ではテキサス州の公式な「大型動物」であることから、「ホーンズ」と呼ばれている。一般的に、男女とも「ロングホーン」と呼ばれ、マスコットはテキサスロングホーンの雄牛「ビーボ（Bevo）」である。ロングホーンは、各競技部の規模と魅力の幅の両方において、カレッジスポーツ競技界最大のブランドとして常にランキングされている。
同校はテキサス大学システムの旗艦校である。様々なカレッジスポーツや学内スポーツプログラムを提供しており、2002年のスポーツ・イラストレイテッド誌の分析によると「アメリカ合衆国最高のスポーツ大学」に選ばれている。

## 競技チーム
| 男子スポーツ                            | 女子スポーツ       |
| --------------------------------------- | ------------------ |
| 野球                                    | バスケットボール   |
| バスケットボール                        | ビーチバレーボール |
| クロスカントリー                        | クロスカントリー   |
| フットボール                            | ゴルフ             |
| ゴルフ                                  | ローイング         |
| 水泳・飛込                              | サッカー           |
| テニス                                  | ソフトボール       |
| 陸上†                                   | 水泳・飛込         |
|                                         | テニス             |
|                                         | 陸上†              |
|                                         | バレーボール       |
| †屋外競技チームと室内競技チームがある。 |                    |

テキサスオースティン・ロングホーンズは1996年の解散までサウスウェスト・カンファレンスに所属していた。現在は全米大学体育協会のメンバーであるビッグ12カンファレンスに加盟している。スクールカラーはオレンジ（パントン 159）とホワイトが公式カラーで、バーント・オレンジ（テキサス・オレンジとも呼ばれる）が具体的なオレンジの色調として使われている。また、テキサス大学オースティン校ロングホーン・バンドは、さまざまなスポーツイベントで、母校の校歌と大学の応援歌（「テキサス・ファイト」）を演奏している。
長年にわたり、同校のスポーツチームは合計56個の全米選手権を制覇しており、そのうち47個はNCAAの全米選手権である。現在、全18種目（男子9種目、女子11種目）の代表チームで構成されている。

### アメリカンフットボール

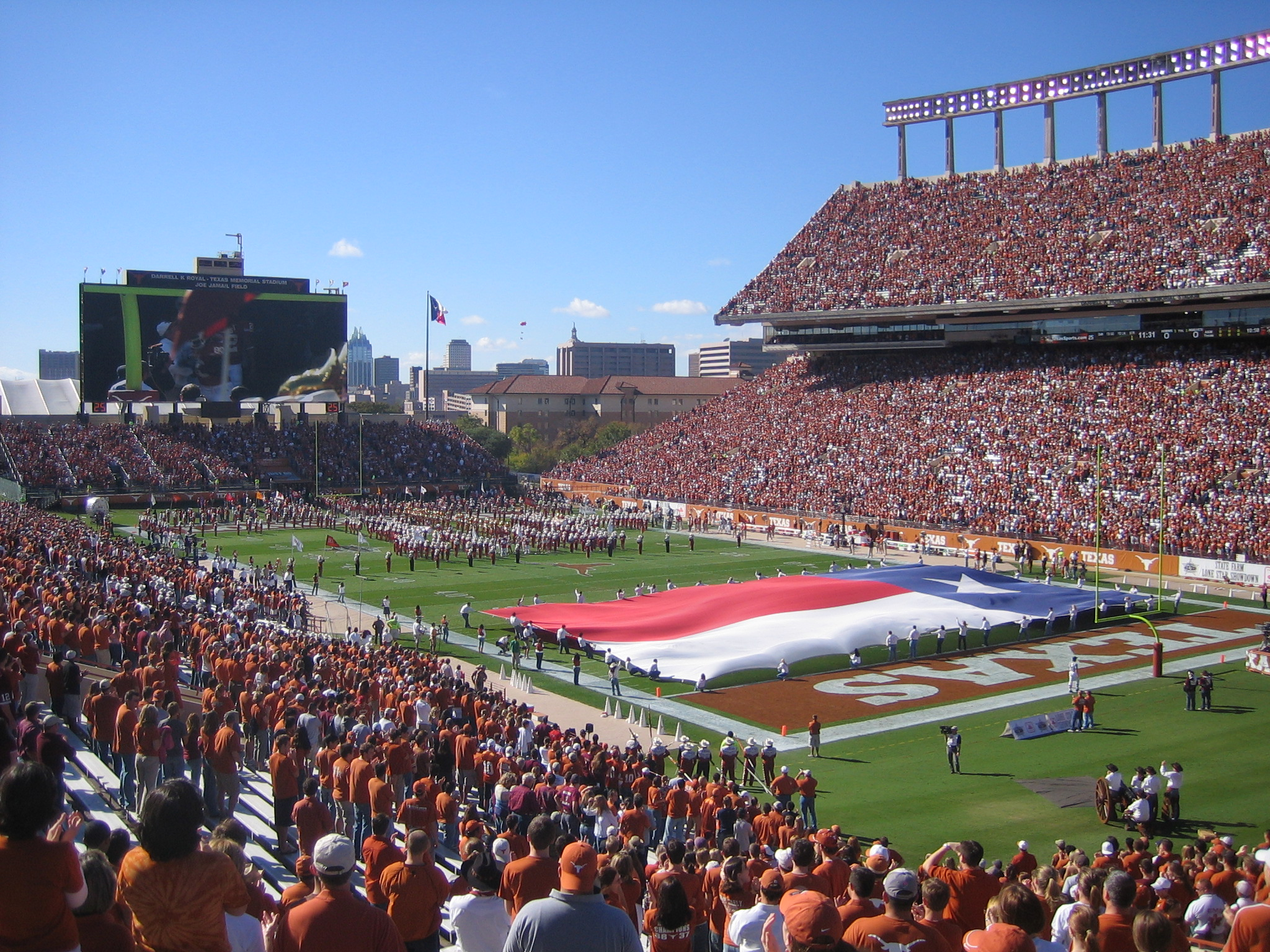
ダレル・K・ロイヤル＝テキサス・メモリアル・スタジアム

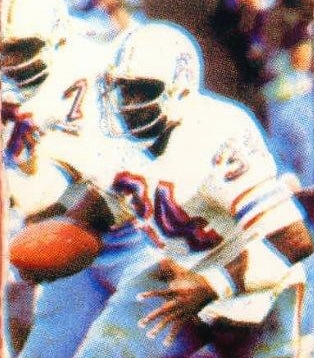
アール・キャンベル (1977年ハイズマン賞を受賞)

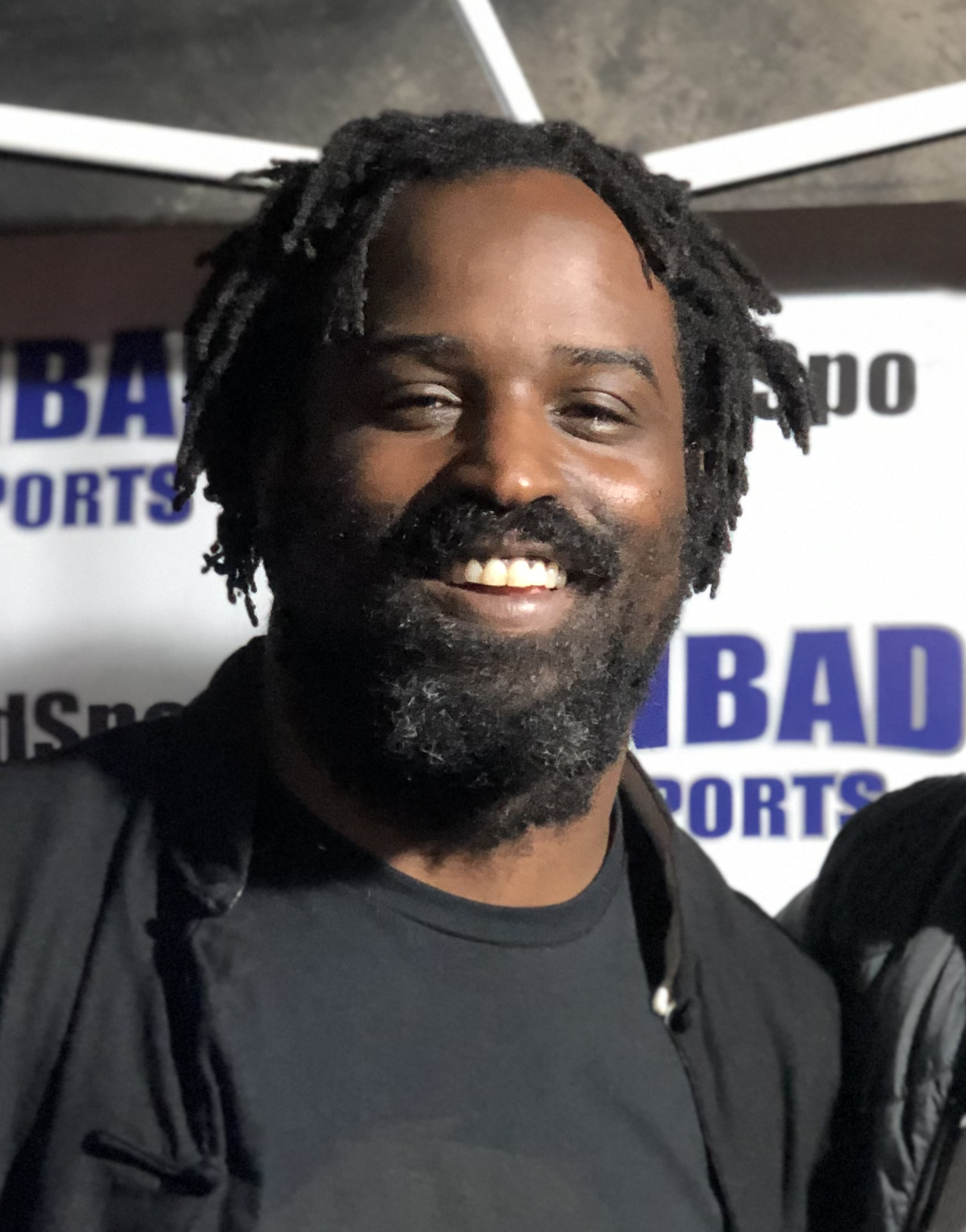
リッキー・ウィリアムズ (1998年ハイズマン賞を受賞)

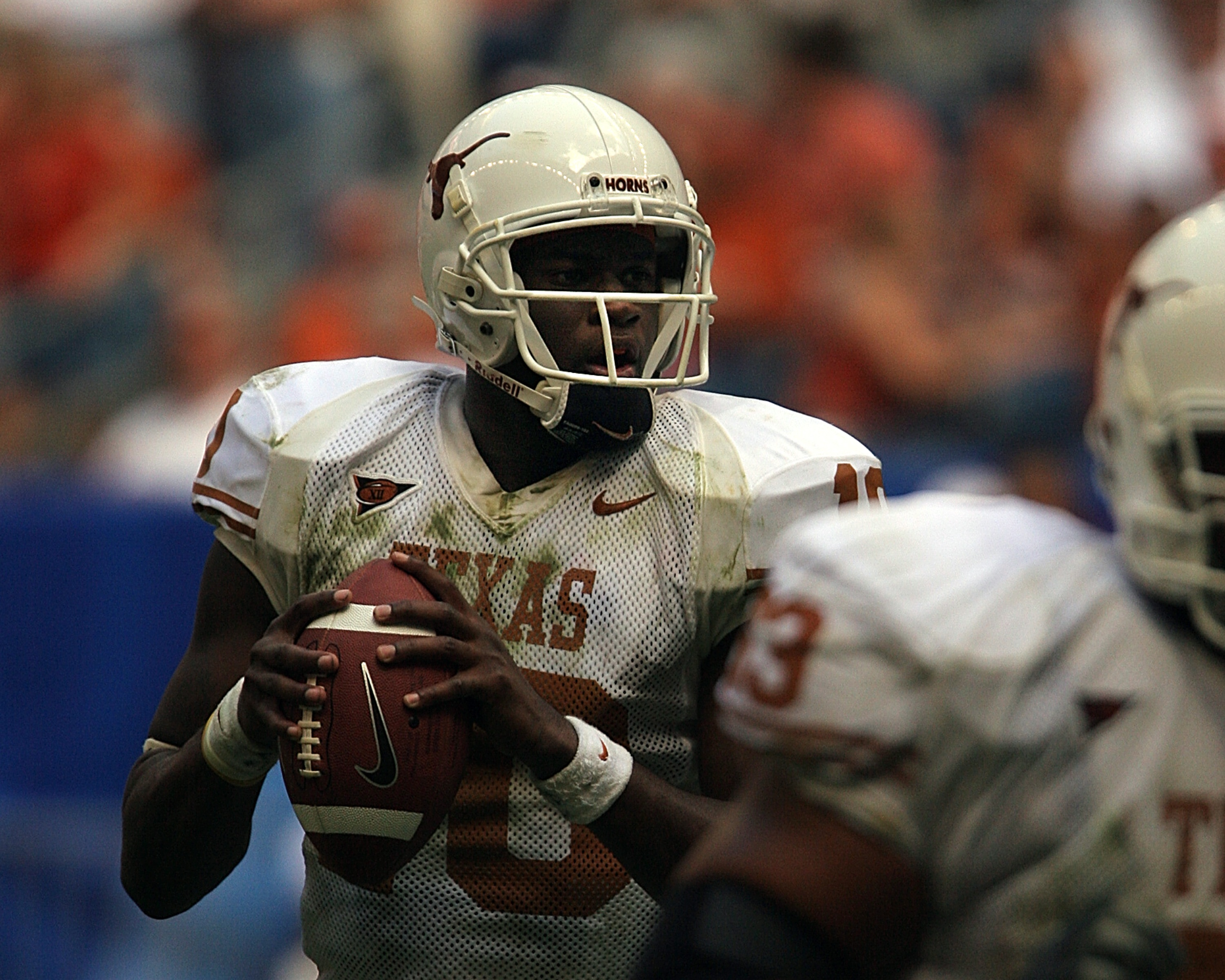
ヴィンス・ヤング (2005年BCS全米選手権試合オフェンシブMVP)

同校はカレッジ・フットボールで最も権威のある個人賞「ハイズマン・トロフィー」を、ランニングバックが2人（アール・キャンベルとリッキー・ウィリアムズ）受賞している。また、17人の選手と2人のコーチがカレッジフットボール殿堂入りをしており、4人がプロフットボール殿堂入りを果たしている。その他のロングホーン選手らも、さまざまな場面で活躍し評価されている。
通算勝利数では、2016年シーズンにネブラスカ大学を抜き、テキサス大学オースティン校が891勝でNCAAディビジョンI・FBSのカレッジフットボール史上2位となっている。2016年シーズン終了時点で、ロングホーンズの通算成績は891勝359敗33分け（勝率.709）である。ミシガン大学ウルヴァリンズのみが同校を上回る通算試合数と勝率を誇っており、2006年のBCSナショナル・チャンピオンシップのローズボウルでロングホーンがUSCトロージャンズに41-38で勝利し、通算800勝目を達成した。1980年代後半から1990年代前半にかけては、やや成績が低迷していたが、その後、ロングホーンズは2001年、2002年、2004年、2005年、2008年、2009年のAP通信およびコーチ投票のトップ6に入り、カレッジフットボールの名門校として復活を遂げた。
現在、100,119人が収容可能な、ダレル・K・ロイヤル＝テキサス・メモリアル・スタジアムでホームゲームを行っている。このスタジアムは2005年11月14日の2005年シーズン最後のフットボールのホームゲームの2日後に、スタジアムの改修工事が始まり、2008年のフットボールシーズン前に改良が完了。座席の増設や、「ゴジラトロン」と呼ばれる大学施設では全米初の高解像度ビデオディスプレイが導入された。2009年8月に2700万ドルをかけて南エンドゾーンの設備を拡張・改修し、4,525席の常設観覧席を追加するとともに、競技面をフィールドターフに変更した。また、南エンドゾーン後方に追加された新しい常設観覧席と、2008年に完了した北エンドゾーンの全面改装により、スタジアムの公式収容人数は現在100,119人となっている。2009年11月21日のカンザス・ジェイホークスとの試合で、101,357人を記録し、公式収容人数を上回った。

### 男子バスケットボール

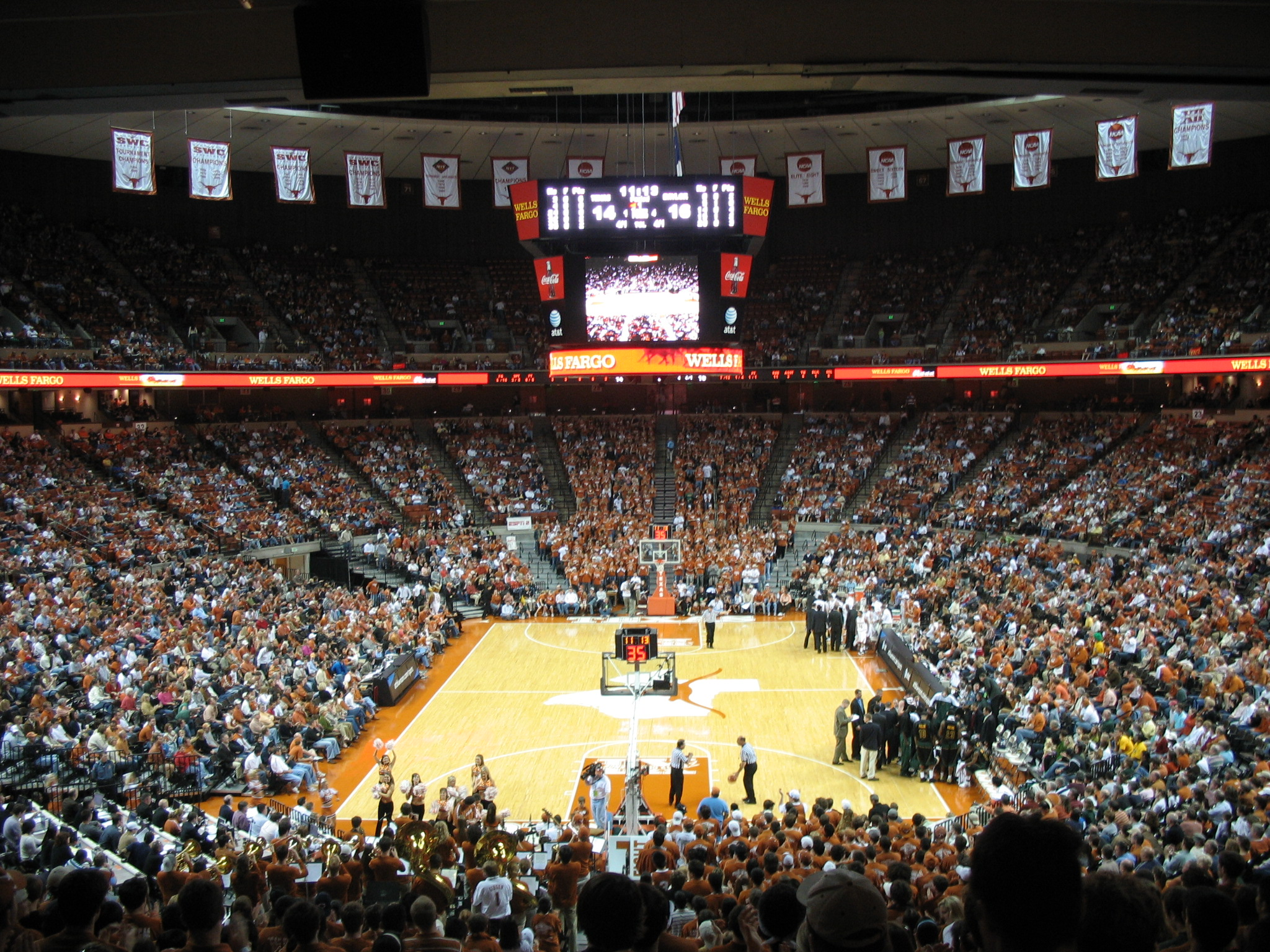
フランク・アーウィン・センター

テキサス大学オースティン校は、1906年に男子バスケットボールチームの大学対抗戦を開始した。同校のNCAAディビジョンIの全カレッジ・バスケットボールプログラムの中での通算勝利数18位、ディビジョンIで60年以上活動しているプログラムの中で通算勝率25位で、通算勝敗記録は1791勝1088敗（勝率.622）である。ビッグ12カンファレンス男子バスケットボールプログラムの中で、同校は通算勝利数と通算勝率の両方でカンザス大学に次ぐ2位である。
男子バスケットボールでは合計27回のカンファレンス・チャンピオンを果たし、NCAAトーナメントには合計34回出場（通算35勝37敗で歴代11位の出場回数）、NCAAファイナル・フォーには3回（1943年、1947年、2003年）、NCAA地域決勝（エリート・エイト）には7回出場している。2017-18シーズン終了時点で、全米チャンピオンを1度も制覇していないチームでNCAAトーナメントの出場数は35回で、カンザス州立大学カンザスステート・ワイルドキャッツ（37回）、ノートルダム大学ファイティングアイリッシュ（38回）、パデュー大学ボイラーメイカーズ（39回）、イリノイ大学ファイティングイライナイ（40回）、オクラホマ大学スーナーズ（41回）に続く、全ディビジョンI男子バスケットボールプログラムで6位にランクインしている。また、1978年と2019年に2回、NITで優勝を果たしている。
テキサス大学のバスケットボールプログラムは、創設から数十年の間に大きな成功を収めたが、カレッジバスケの強豪校として名をしらしめたのは比較的最近である。設立当初の5年間はシーズンで2回負けたものの、1912年から1950年までは1回しか負けず、勝率.703を記録し、NCAAトーナメントの初出場の10年間で2回のファイナル・フォーと1回のエリート・エイトに進出し、プレモ＝ポレッタ・パワー世論調査から1933年の全米チャンピオンとして過去に遡って表彰されたが、1951年から1988年は14回負けて、勝率.522と低迷し、拡大されたトーナメントに5度しか出場できなかった。同校はエイブ・レモンズ（1976-82）、トム・ペンダース（1988-98）の両ヘッドコーチ在任中に、全米で知名度を上げたが、リック・バーンズ前ヘッドコーチ（1998-2015）の指揮下で、さらなる飛躍を遂げた。バーンズは同校の大学記録となる、NCAAトーナメントに14年連続出場（1999年～2012年）、15回のシーズン20勝達成、同校最多の13年連続シーズン20勝達成（2000年～2012年）を含む17シーズンの間に16回のNCAAトーナメント出場に導いた。
ベストシーズンは、22勝1敗でサウスウエスト・カンファレンスで優勝し、プレモ＝ポレッタ・パワー世論調査によって非公式の全米チャンピオンに選ばれた1932-33シーズンである。AP世論調査が導入されて以来、同校のベストシーズンは、26勝7敗でNCAAトーナメントの第1シードを獲得、ファイナル・フォーまで進出し、AP投票で全米3位でシーズンを終えた2002-03シーズンである。

#### 主な出身選手

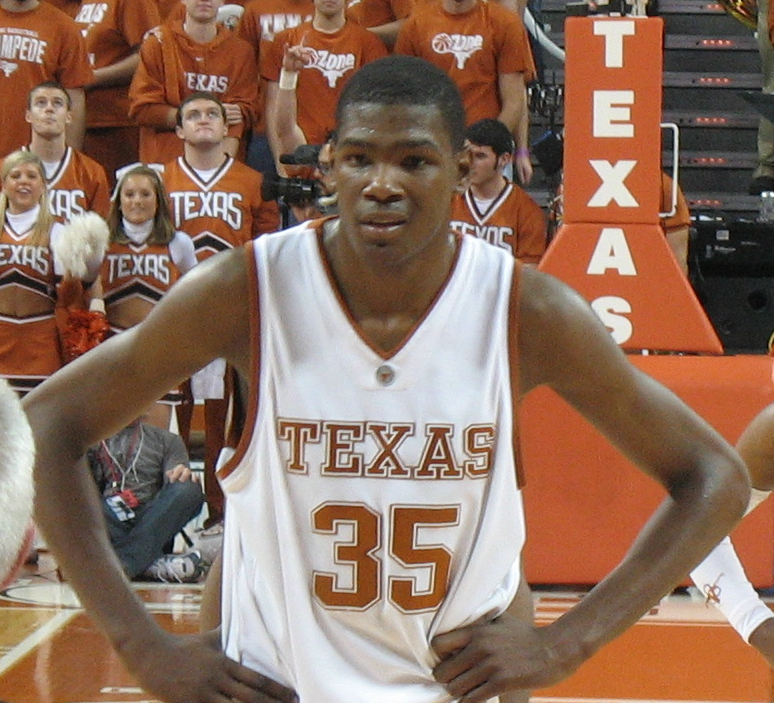
ケビン・デュラント (2007年)

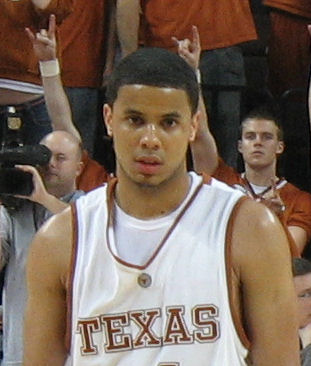
D・J・オーガスティン (2008年)

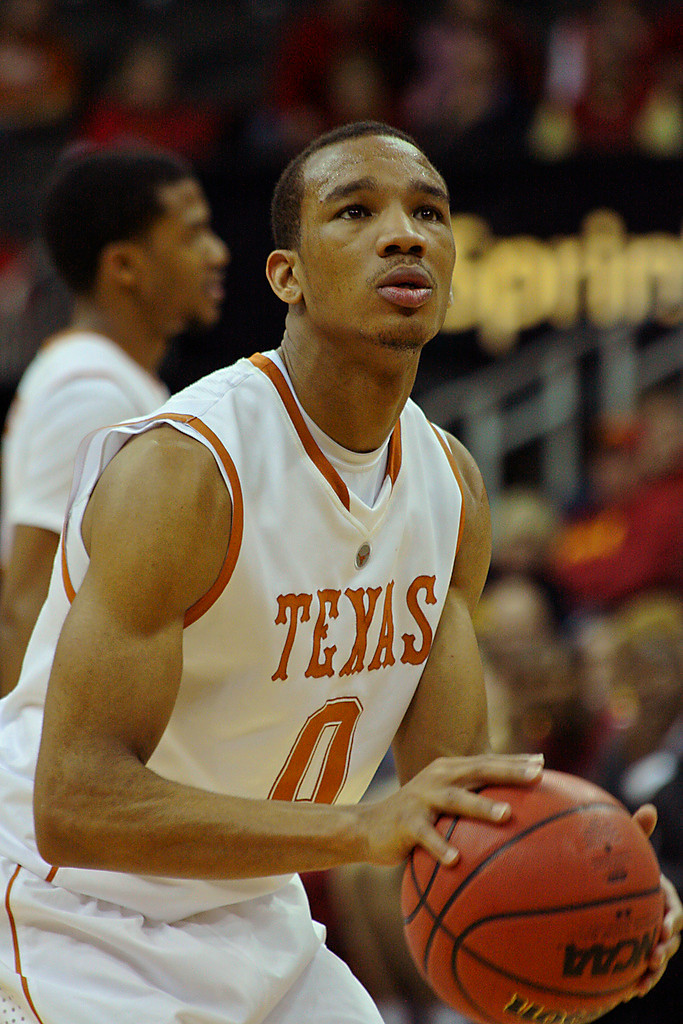
エイブリー・ブラッドリー (2010年)

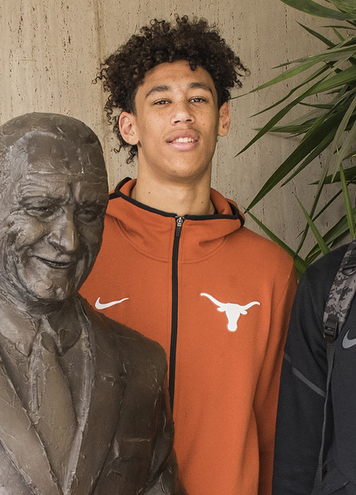
ジャクソン・ヘイズ (2018年)

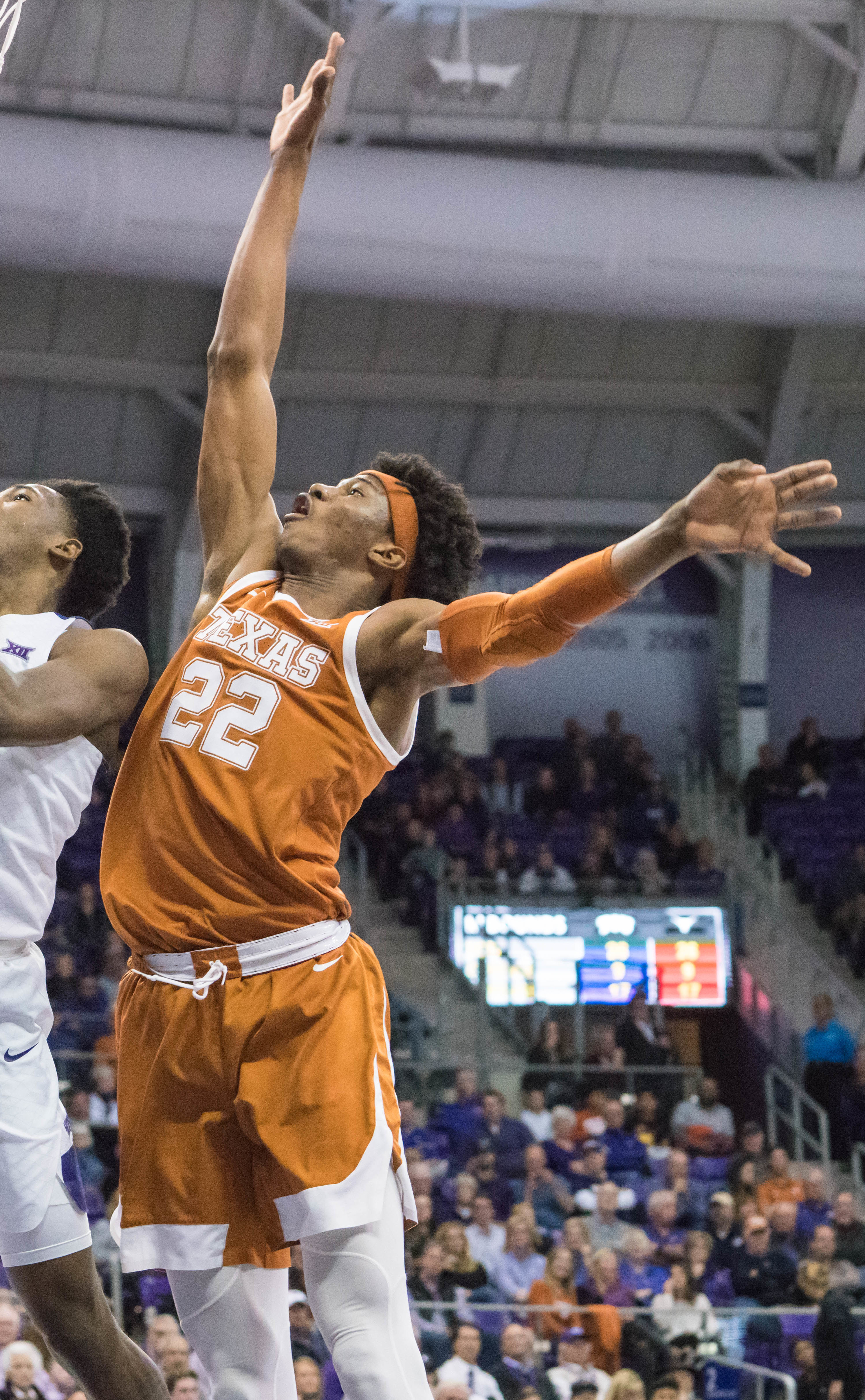
カイ・ジョーンズ (2020年)

テキサス大学出身の主なNBA選手は、ケビン・デュラントをはじめ、ラマーカス・オルドリッジ、ジャレット・アレン、D・J・オーガスティン、モハメッド・バンバ、エイブリー・ブラッドリー、T・J・フォード、マイルズ・ターナー、トリスタン・トンプソンなどが挙げあられる。

#### ライバル
オクラホマ・スーナーズ
1996年にビッグ12カンファレンスが結成され、オクラホマ大学スーナーズがロングホーンズのバスケットボールでの主なライバルとなった。
カンザス・ジェイホークス
リック・バーンズの在任中は、テキサス・ロングホーンズとカンザス大学ジェイホークスという全米屈指のバスケットボール強豪校の間にライバル関係が生まれた時期でもあった。
ベイラー・ベアーズ
ベイラー大学ベアーズとロングホーンのシリーズは、カレッジ・バスケットボールの他のどのシリーズよりも多くの試合が行われ、また、元サウスウェスト・カンファレンス対戦相手のライス大学とのシリーズと、元ビッグ12加盟のネブラスカ大学とのもっと短いシリーズを除いて、アメリカ合衆国の大学における有名なライバル関係となっている。ベイラーとのシリーズ全体では、テキサス大学は2014-15シーズン終了時点で162勝90敗とリードしている。
テキサステック・レッドレイダース
テキサス大学とテキサス工科大学レッドレイダースは、1957-58シーズン以来、少なくとも年に2回対戦しており、毎年レギュラーシーズン中にオースティンで1試合、ラボックで1試合ずつ対抗戦が行われている。
オクラホマステート・カウボーイズ
オクラホマ州立大学カウボーイズは、1924-25シーズン後にOSUがサウスウェスト・カンファレンスから脱退して以来、異なるカンファレンスに属しながらも、重要なシリーズの歴史を積み重ねてきた2つのプログラムであり、ビッグ12の結成後は、競争的ライバル関係の発展をもたらした。
その他のライバル校
アーカンソー大学レイザーバックス、テキサスA&M大学アギーズなど。

#### 男子バスケットボール永久欠番
UTの学生アスリートが競技部の永久欠番になるには、広く認知された全米年間最優秀選手賞を受賞していることが第一条件となっている。
| テキサス・ロングホーンズ男子バスケットボール永久欠番 |                        |      |                  |               |
| No.                                                  | 選手                   | Pos. | 在籍期間         | 表彰日        |
| 11                                                   | T・J・フォード         | G    | 2001–03          | 2004年2月8日  |
| 15                                                   | スレーター・マーティン | G    | 1943–44, 1946–49 | 2009年1月31日 |
| 35                                                   | ケビン・デュラント     | F    | 2006–07          | 2009年2月25日 |

## チャンピオンシップ

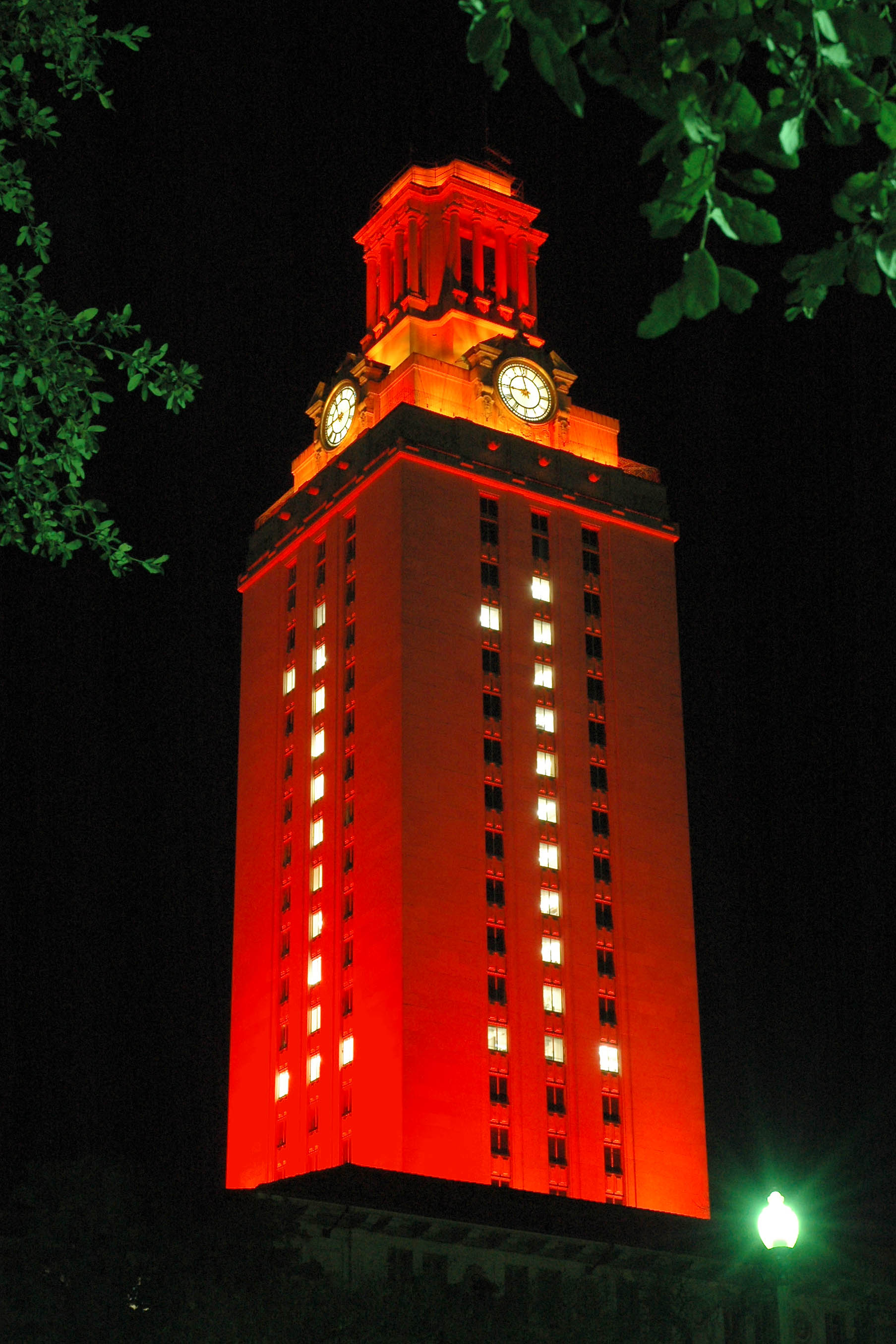
代表チームにちなんだ特別な構成でライトアップされたタワー

### NCAAチーム・チャンピオンシップ
テキサス大学オースティン校はこれまでにNCAAチーム・ナショナル・チャンピオンシップを50回制覇している。
- 男子 (25回)
  - 野球 (6回): 1949, 1950, 1975, 1983, 2002, 2005
  - ゴルフ (3回): 1971, 1972, 2012
  - 水泳競技 (15回): 1981, 1988, 1989, 1990, 1991, 1996, 2000, 2001, 2002, 2010, 2015, 2016, 2017, 2018, 2021
  - テニス (1回): 2019
- 女子 (25回)
  - バスケットボール (1回): 1986
  - クロスカントリー競走 (1回): 1986
  - 室内陸上競技 (6回): 1986, 1988, 1990, 1998, 1999, 2006
  - 屋外陸上競技 (4回): 1986, 1998, 1999, 2005
  - ボート競技 (1回): 2021
  - 水泳競技 (7回): 1984, 1985, 1986, 1987, 1988, 1990, 1991
  - テニス (3回): 1993, 1995, 2021
  - バレーボール (2回): 1988, 2012
- 参照:
  - ビッグ12カンファレンス・ナショナルチームタイトル
  - NCAAディビジョンI最多優勝校一覧

### その他のナショナルチーム・チャンピオン
以下は、NCAAから授与されなかった9つのナショナルチームタイトルである。:
- 男子 (4回)
  - フットボール (4回): 1963, 1969, 1970, 2005
- 女子 (5回)
  - 屋外陸上競技 (1回): 1982 (AIAW（英語版）)
  - 水泳&飛込競技 (2回): 1981, 1982 (AIAW)
  - バレーボール (1回): 1981 (AIAW)
  - ビーチバレー (1回): 2008[21] (AVCA（英語版）)
- 参照:
  - NCAAディビジョンIナショナル・チャンピオンシップ最多出場校一覧 (英語版)

### カンファレンス・チャンピオン
野球 (78回のレギュラーシーズン・チャンピオン; 16回のトーナメント・チャンピオン)
- レギュラーシーズン: 1899, 1905, 1907, 1908, 1913, 1914, 1915, 1916, 1917, 1918, 1919, 1920, 1921, 1922, 1924, 1925, 1926, 1927, 1928, 1929, 1930, 1932, 1935, 1936, 1938, 1939, 1940, 1941, 1943*, 1945, 1946, 1947, 1948, 1949, 1950, 1951*, 1952, 1953*, 1954, 1957, 1958, 1960, 1961, 1962, 1963*, 1965, 1966*, 1967*, 1968, 1969, 1970, 1971, 1972*, 1973, 1974, 1975, 1976, 1979, 1980, 1981, 1982, 1983, 1984, 1985, 1986*, 1987, 1988, 1991, 1992, 1996, 2002, 2004, 2006, 2007, 2009, 2010, 2011, 2018
- トーナメント: 1979, 1980, 1981, 1982, 1983, 1984, 1987, 1988, 1990, 1991, 1994, 2002, 2003, 2008, 2009, 2015

バスケットボール (25回のレギュラーシーズン・チャンピオン; 3回のトーナメント・チャンピオン)
- レギュラーシーズン: 1915, 1916, 1917, 1919, 1924, 1933, 1939, 1943*, 1947, 1951*, 1954*, 1960, 1963, 1965*, 1972*, 1974, 1978*, 1979*, 1986*, 1992*, 1994, 1995*, 1999, 2006*, 2008*
- トーナメント: 1994, 1995, 2021

男子クロスカントリー競走 (33回)
- 1920, 1923, 1924, 1930, 1931, 1932, 1933*, 1934, 1935, 1936, 1937, 1938, 1939, 1940, 1941, 1942, 1943, 1944, 1945, 1946, 1947, 1954, 1955, 1960, 1963, 1964, 1965, 1967, 1969, 1972, 1973, 1991, 1993, 1994*

フェンシング (5回)
- 1942, 1943, 1947, 1948, 1949 (1957年に廃止)

フットボール (32回)
- 1913, 1914, 1916, 1918, 1920, 1928, 1930, 1942, 1943, 1945, 1950, 1952, 1953*, 1959*, 1961*, 1962, 1963, 1968*, 1969, 1970, 1971, 1972, 1973, 1975*, 1977, 1983, 1990, 1994*, 1995, 1996, 2005, 2009

男子ゴルフ (47回)
- 1927, 1928, 1932, 1933, 1934, 1935, 1936, 1937, 1938, 1940, 1941, 1942, 1943, 1944, 1945, 1946, 1947, 1949, 1950, 1951, 1952, 1954, 1964, 1965, 1968, 1970, 1972, 1973, 1974*, 1975*, 1981, 1983, 1989, 1990, 1991, 1992, 1993, 1994, 1995, 2002, 2003, 2004, 2013, 2014, 2015, 2016, 2017

男子水泳&飛込競技 (60回)
- 1932, 1933, 1934, 1935, 1936, 1937, 1938, 1939, 1940, 1941, 1942, 1943, 1944*, 1946, 1947, 1948, 1949, 1950, 1951, 1952, 1955, 1980, 1981, 1982, 1983, 1984, 1985, 1986, 1987, 1988, 1989, 1990, 1991, 1992, 1993, 1994, 1995, 1996, 1997, 1998, 1999, 2000, 2001, 2002, 2003, 2004, 2005, 2006, 2007, 2008, 2009, 2010, 2011, 2012, 2013, 2014, 2015, 2016, 2017, 2018

男子テニス (27回)
- 1915, 1948, 1949, 1950, 1951, 1952, 1953, 1954, 1955, 1956, 1957, 1961, 1963, 1967, 1977, 1990, 1993, 1994*, 1995, 1997, 1998, 1999, 2006, 2008*, 2010, 2014, 2019

男子室内陸上競技 (13回)
- 1974, 1975, 1992, 1993, 1994, 1999, 2006, 2007*, 2008, 2009, 2013, 2015, 2017

男子屋外陸上競技 (53回)
- 1915, 1916, 1920, 1923, 1924, 1925, 1926, 1927, 1932, 1933, 1934, 1935, 1936, 1937, 1940, 1941, 1942, 1944, 1945, 1946, 1950, 1954, 1955, 1956, 1957, 1958, 1959, 1961, 1966, 1968, 1969, 1972, 1973, 1974, 1975, 1976, 1977, 1979, 1986, 1987, 1992, 1993, 1994, 1995, 1996, 1997, 1999, 2003, 2006, 2013, 2015, 2016, 2017

女子バスケットボール (12回のレギュラーシーズン・チャンピオン; 10回のトーナメント・チャンピオン)
- レギュラーシーズン: 1983, 1984, 1985, 1986, 1987, 1988, 1989, 1990, 1993, 1996, 2003, 2004
- トーナメント: 1983, 1984, 1985, 1986, 1987, 1988, 1989, 1990, 1994, 2003

女子クロスカントリー競走 (4回)
- 1985, 1986, 1987, 1989

女子ゴルフ (16回)
- 1984, 1987, 1988, 1989, 1990, 1991, 1993, 1994, 1995, 1996, 1997, 2004, 2011, 2017, 2018, 2019

女子サッカー (1回のレギュラーシーズン・チャンピオン; 2回のトーナメント・チャンピオン)
- レギュラーシーズン: 2001
- トーナメント: 2006, 2007

ソフトボール (4回のレギュラーシーズン・チャンピオン; 4回のトーナメント・チャンピオン)
- レギュラーシーズン: 2002, 2003, 2006, 2010
- トーナメント: 1999, 2002, 2003, 2005

女子水泳&飛込競技 (30回)
- 1983, 1984, 1985, 1986, 1987, 1988, 1989, 1990, 1991, 1992, 1993, 1994, 1995, 1996, 1999, 2000, 2001, 2002, 2003, 2004, 2005, 2006, 2009, 2011, 2013, 2014, 2015, 2016, 2017, 2018

女子テニス (21回)
- 1983, 1984, 1985, 1987, 1989, 1990, 1992, 1993, 1994, 1995, 1996, 1997, 1998, 1999, 2000, 2001, 2005, 2007*, 2012, 2013, 2018

女子室内陸上競技 (21回)
- 1985, 1986, 1987, 1988, 1989, 1990, 1991, 1992, 1993, 1994, 1995, 1996, 1998, 1999, 2002, 2003, 2006, 2014, 2015, 2016, 2018

女子屋外陸上競技 (21回)
- 1985, 1986, 1987, 1988, 1989, 1991, 1992, 1993, 1994, 1995, 1996, 1997, 1998, 1999, 2003, 2004, 2006, 2012, 2014, 2015, 2016

バレーボール (24回のレギュラーシーズン・チャンピオン; 3回のトーナメント・チャンピオン)
- レギュラーシーズン: 1982, 1983, 1984, 1985, 1986, 1987, 1988, 1989, 1990, 1991, 1992, 1993, 1995, 1997, 2007*, 2008*, 2009, 2011, 2012, 2013, 2014, 2015, 2017, 2019
- トーナメント: 1992, 1993, 1995

* カンファレンス・タイトルを共有していることを示す

†はAIAWチャンピオンシップを表す。テキサス大学オースティン校は、1982-83シーズンからNCAAおよびサウスウエスト・カンファレンスの女子スポーツ競技を開始した。